# Župnija Radeče
Župnija Radeče je rimskokatoliška teritorialna župnija Dekanije Zagorje Nadškofije Ljubljana. Župnijska cerkev v Radečah je posvečena sv. Petru, apostolu.

## Cerkve
| #  | Slika                     | Cerkev                       | Kraj    |
| -- | ------------------------- | ---------------------------- | ------- |
| 1. | Klikni za spremembo slike | Cerkev sv. Petra             | Radeče  |
| 2. | Klikni za spremembo slike | Cerkev sv. Katarine          | Zavrate |
| 3. | Klikni za spremembo slike | Cerkev sv. Martina           | Vrhovo  |
| 4. | Klikni za spremembo slike | Cerkev sv. Nikolaja          | Močilno |
| 5. | Klikni za spremembo slike | Cerkev sv. Nikolaja          | Podkraj |
| 6. | Klikni za spremembo slike | Cerkev sv. Treh kraljev      | Brunk   |
| 7. | Klikni za spremembo slike | Cerkev Žalostne Matere Božje | Žebnik  |